# ワクワクウォッチング
『ワクワクウォッチング』（Work Work Watching）は、2007年に配信された日本のバイラルムービー。

## 概要
外資系金融機関のシティグループ傘下のシティファイナンシャル・ジャパンの展開していた「ディック 」ブランドの携帯電話申し込みアプリのオンライン広告キャンペーンの一環として、数社競合プレゼンテーションに勝ち抜いた「The World of GOLDEN EGGS」のキャスト、スタッフによって企画･制作され、2007年7月より全7作が公開された。
公開から3カ月で100万回以上再生されたほか、キャラクターが同社の看板や店舗ポスター、無料配布ティッシュに掲載された。さらに携帯電話クリーナーなどのプレミアムグッズも配布され人気を博した。
なお、同時期には「ディック」ブランドのブランドキャンペーンの一環として、坂井真紀が主演を務めたウェブムービー「I am a HERO」も同社のウェブサイト経由で配信されていた。

## ストーリー
様々な業界の仕事をレポートするアメリカのテレビ番組『Work Work Watching』において、人気映画シリーズ『ろくでなし番長』の最新シリーズをアメリカで撮影する日本の人気監督、田所治の通訳を務めるスジャータ洋子の仕事模様を、レポーターのトム・トーマスがレポートするという設定である。

## 現在
公開当時は同社のウェブサイトの他、ブログに張り付けられた画像も見ることができたが、2007年12月一杯を持って広告期間が終了し、その後全作が同社のウェブサイトからも削除された上、同社が日本市場から事実上撤退したため、現在ではYouTubeなどにアップされたものしか見ることは出来ない。